# 綿蟹派
綿蟹派（学名：Dromiacea）是十足目短尾下目下的一個節，包含240種現存的和約300已滅絕的蟹。綿蟹派和綿蟹亞派、圓關公蟹派被認為來自同一個單系群，但是形態學研究得出了相反的结论。
綿蟹派的化石記錄最少可以追溯到侏羅紀，如果Imocaris被確實為該節的成員，那麼其歷史便可以追溯到石炭紀。
現屬十足目歪尾派的亞科Eocarcinoidea以及其中的兩個属（Eocarcinus和Platykotta）最初也是被劃分在綿蟹派下的。